# Schöppingen
Schöppingen är en kommun och ort i Kreis Borken i Regierungsbezirk Münster i förbundslandet Nordrhein-Westfalen i Tyskland.